# Konjenica
Konjenica je rod kopenske vojske, ki zajema konjeniške enote, katerih primarno transportno sredstvo je konj. Do razvoja tehnologije v 20. stoletju je bila konjenica najbolj gibljiv del vsake kopenske vojske. Toda z uvedbo motornih vozil se je pomen konjenice v industrijskih državah zmanjšal in danes ima le simbolično vlogo (po navadi v obliki gardnih oz. protokolarnih enot). V drugih državah pa se je konjenica ohranila tudi v obliki izvidniških enot.

## Vrste konjenic
- asirska konjenica
- perzijska konjenica
- grška konjenica
- makedonska konjenica
- rimska konjenica
- kartaginska konjenica
- partska konjenica
- germanska konjenica
- hunska konjenica
- bizantinska konjenica
- arabska konjenica
- fevdalna konjenica